# Barraute
Pour les articles homonymes, voir Barraute.
Barraute est une municipalité du Québec, située dans la municipalité régionale de comté d'Abitibi de la région administrative Abitibi-Témiscamingue.
Son nom rappelle Pierre-Jean Bachoie (Bachois), dit Barraute (1723-1760), l'un des officiers du régiment de Béarn de l'armée de Montcalm.
Le recensement de 2006 y dénombre 2 062 habitants.

## Histoire
À la suite de l’avancée du Transcontinental, est fondée le 18 février 1918 sur les rives de la rivière Natagan (nom original de la rivière Laflamme), la municipalité des Cantons Unis de Fiedmont et Barraute.

### Les premiers colons barrautois
C’est en 1913, avec l’arrivée du chemin de fer venu de Cochrane, en Ontario, qu’une excursion mit les pieds au milieu d’une forêt vierge de conifères et établirent leur campement à vingt milles à l’ouest de l’actuelle ville de Senneterre, qui elle, qui sera fondée seulement en 1919. Poussés par le clergé et par les rumeurs des richesses qui les attendent, les premiers colons prirent la voie du Nord et atteignirent le sol abitibien à la fin de l’été 1915. Dès qu’ils eurent sauté du train, ils s’occupèrent à abattre quelques arbres pour chauffer le camp de bois rond bâti par les constructeurs du chemin de fer. Le camp leur permit de passer l’hiver à l’abri. Le 13 octobre, Léger Plamondon et Uldéric Hardy accueillirent leurs familles et passèrent ensemble l’hiver 1915-1916 dans le petit camp de bois rond près du chemin de fer.
La fin de la guerre marque alors le début d’une migration plus importante vers l’Abitibi. En effet, les nombreuses retombées économiques permirent au gouvernement d’investir plus amplement dans le développement des régions. C’est ainsi que plus de trente familles rejoignent la communauté de Barraute avant 1918.
Dès leur arrivée au milieu de la forêt vierge, les colons travaillèrent d’arrache-pied pour défricher ce nouveau territoire. Le dur labeur des hommes et des femmes permit de donner naissance à la petite communauté nordique. Le défrichement ne se déroulait pas sans privation, ni souffrance, ni danger, ni déboire… L’épidémie de grippe espagnole frappa durement le village en 1918, provoquant de nombreux décès. Mais tous ces efforts et ces sacrifices ne réussirent pas à ébranler la foi et la détermination des pionniers.

### Chronologie
- 1918: fondation de la municipalité des cantons unis de Fiedmont-et-Barraute.
- 1948: le village de Barraute se détache de la municipalité des cantons unis de Fiedmont-et-Barraute.
- 1951: la municipalité des cantons unis de Fiedmont-et-Barraute devient une municipalité.
- 1953: fondation de la ville de Barville.
- 1978: création de la nouvelle municipalité de Fiedmont-et-Barraute par la fusion de l'ancienne municipalité et de la ville de Barville.
- 5 janvier 1994: création de la municipalité de Barraute par la fusion du village de Barraute et de la municipalité de Fiedmont-et-Barraute.

## Géographie
Le territoire de la municipalité des Cantons Unis de Fiedmont et Barraute s‘est métamorphosé à de nombreuses reprises au cours des années. Les intérêts divergents des habitants du village et ceux de la campagne ont causé la division de la municipalité le 1er janvier 1948 en deux cantons : la municipalité de Barraute-Fiedmont pour la campagne et Corporation municipale de Barraute pour le village. Une autre municipalité a émergé le 1er août 1953, à la suite de l’ouverture l’année même de la mine Barvue. Cette municipalité, nommée à l’époque Barrage-Poids, puis Val La Flamme, avait possédé une paroisse religieuse propre à son territoire depuis 1938.
La mine permettait à la petite municipalité de connaître une certaine prospérité et de riches années de développement. En quelques années, un bureau de poste, des églises, des écoles, des hôtels et un grand nombre de maisons avaient été construits, mais comme il arrive encore fréquemment aujourd’hui, le principal employeur de la ville, la mine, a fermé ses portes. Sans emploi, les habitants n’avaient d’autre choix que de s’exiler. Les maisons trop difficiles à vendre ont été démolies ou déménagées. La ville déchue de Barville a fermé ses portes, et le territoire a été réintégré à Barraute.

## Démographie
| 1956  | 1961  | 1991  | 1996  | 2001  | 2006  | 2011  | 2016  | 2021  |
| ----- | ----- | ----- | ----- | ----- | ----- | ----- | ----- | ----- |
| 1 081 | 1 199 | 2 200 | 2 134 | 2 010 | 2 062 | 1 980 | 1 968 | 1 986 |

Cinq ans après la création du village, en 1921, le premier recensement eut lieu, 562 habitants furent décomptés. Grâce à la découverte de gisements de minerais, à l’accroissement de l’exploitation du bois et de l’agriculture, le village connut une formidable croissance économique. Cette fertilité économique provoqua à son tour une prodigieuse expansion de la population. En effet, en 1931, 949 personnes habitent le village. Dès le début des années trente, le Québec est secoué par une importante crise économique. Pour remédier à cette situation, de multiples mesures de «secours aux pauvres» furent mises au point par le gouvernement fédéral. C’est ainsi qu’au printemps 1932, devant l’étendue du problème, que fut adopté le plan Gordon de «retour à la terre». Les gouvernements fédéraux, provinciaux et municipaux investirent massivement pour établir les familles sur de nouvelles terres.
Devant le succès mitigé du plan Gordon, le gouvernement québécois de Louis-Alexandre Taschereau, avec l’aide du clergé catholique, mit en œuvre le plan Vautrin, qui avait sensiblement le même but que son prédécesseur, celui d'envoyer les plus forts et les plus résistants coloniser et défricher la région connue sous le nom de Barraute (qui donnera naissance à l'Abitibi en 1983). 

« La colonisation nous paraît alors la question la plus importante aujourd'hui, la seule capitale parce que de renaissance nationale, d'où sortira le salut du peuple (...) Retournons à la terre! L'appel se fait plus pressant que jamais et c'est presque tout un peuple qui demande à reprendre les mancherons de la charrue qu'il n'aurait jamais dû abandonner. Cet appel, nous l'avons entendu et c'est ce qui a incité le gouvernement à se lancer dans une entreprise qui est peut-être sans exemple dans l'histoire de ce pays et qui devra donner des résultats pratiques et tangibles. »

Les moyens mis en œuvre par le plan Vautrin pour contrecarrer la crise économique eurent des résultats nettement plus appréciables.
C’est ainsi que la population barrautoise augmenta de 50 % en dix ans, pour atteindre 1 431 personnes lors du recensement de 1941. Le mouvement d’immigration ralentit durant les années suivantes. En 1951, 1 716 personnes peuplaient la communauté. Au cours des décennies qui suivirent, la population augmenta de façon lente, mais régulière, suivant le rythme des naissances. La municipalité atteignit son apogée démographique vers 1993 avec 2 200 habitants, avant de décroître de façon constante à partir de 1996.
Cette décroissance démographique que connaît le village est commune à toutes les populations rurales québécoises, qui composent les régions ressources. L’exode des jeunes vers les grands centres, le non-développement du secteur tertiaire, la précarité des emplois, les standards de la consommation, la sous-fécondité et le vieillissement de la population, sont les principales causes de ce changement majeur.

## Administration
Les élections municipales se font en bloc et suivant un découpage de six districts.
| Barraute Maires depuis 2001                                                                                          |                         |                     |          |
| Élection | Maire                   | Qualité             | Résultat |
| 2001 | Marcel Massé            |                     | Voir     |
| 2005 | Marcel Massé            | Voir                |          |
| 2006 | Lionel Pelchat          |                     | Voir     |
| 2009 | Lionel Pelchat          | Voir                |          |
| 2013 | Lionel Pelchat          | Voir                |          |
| 2017 | Yvan Roy                | Décès en fonction   | Voir     |
| 2021 | Yvan Roy                | Décès en fonction   | Voir     |
| fév. 2022 | Marie-Joëlle Desrosiers | Mairesse suppléante | Voir     |
| juin 2022 | Josseline Lepage        |                     | Voir     |
| Élection partielle en italique Depuis 2005, les élections sont simultanées dans toutes les municipalités québécoises |                         |                     |          |

## La vie religieuse
Comme pour tous les Canadiens français de l’époque, la religion était une partie indissociable de la vie des Barrautois. Dès le mois de juillet 1916, le curé d’Amos apportait le soutien spirituel aux pionniers. En effet, l’abbé Ivanhoé Caron tenait à visiter personnellement les habitants de la communauté pour leur apporter la bénédiction cléricale. Les diverses cérémonies furent tenues avec une rigueur exemplaire dès les premiers jours de la colonie. Par exemple : la première personne qui fut inhumée en sol barrautois, fut la fille âgée de 3 ans de M. Adem Gagnon et Mme Déliose Garceau le 19 juin 1917. La première naissance pour sa part se produisit le 13 octobre 1918 et le baptisé fut nommé Joseph-Eugène-Julien Cardinal. Les premières messes furent célébrées dans l’hôtel Marcotte, qui devint l’hôtel Royal. Le 14 juillet 1919 la paroisse reçut le nom de Saint-Jacques-le-Majeur et c’est le 13 novembre de cette même année que fut terminée la construction de la nouvelle chapelle presbytère.
La première église fut construite durant l’été 1926 au coût total de 3 153,79 $. Le 10 avril 1944, un incendie ravagea l’église en pleine nuit. Le courage des Barrautois fit de nouveau ses preuves et un an plus tard la construction d’une nouvelle église fut entamée. Il fallut 10 ans pour que l’église soit totalement terminée. Les 3 cloches qui furent installées au sommet du clocher reçurent les noms de Foi, Espérance et Charité, trois mots qui désignent pleinement la pensée catholique.

## Les moyens de communication
Les camps des constructeurs de chemin de fer furent utilisés par les colonisateurs en attendant de posséder leurs propres habitations. La première étape fut le défrichement de la terre pour la culture et déblaiement d’un endroit propice à la construction d’une maison. Un moulin fut érigé et le bois jeté à terre lors du défrichement, scié en madriers et en planches. Les premiers bâtiments permanents sont construits près du Lac Audet et de la rivière Natagan.
L’origine du nom de la petite rivière sinueuse fut donnée par les Amérindiens qui l’appelèrent Natagan (probablement nâtakâm). L’abbé Ivanhoé Caron, lors de son passage en 1914, la renomma du nom de Mgr Laflamme, un ancien recteur de l’université Laval. La rivière fut dès ses débuts l’unique voie de communication avec le Nord. Les rapides qui parsèment la rivière coûtèrent la vie à plus d’un colon qui abordait les eaux en ‘’cajeux’’ (radeau entouré d’une barrière qui sert à transporter le bétail, les semences, les provisions…). L’abbé Caron ne renomma pas seulement la rivière, mais donna aussi les noms à tous les cantons de la région d’après les noms des officiers de l’armée française en Nouvelle-France. Barraute et Fiedmont sont les noms de deux officiers du régiment Montcalm morts à la bataille des plaines d'Abraham en 1759.
La culture prospéra rapidement grâce aux immenses espaces libres et aux sols riches qui sont communs dans la région. Durant toute cette période, la seule voie de transport vers le nord demeura la rivière. Le chemin de fer permet d’aller vers l’ouest vers Amos, puis vers l’Ontario et dans l’autre sens vers le sud pour atteindre Québec et Montréal. Les pionniers doivent parcourir 5 km (3 milles) vers l’ouest pour atteindre la «station» qui ne dispose alors d’aucun bâtiment. Il fallut trois ans pour qu’un vieux wagon à bagages soit recyclé en salle d’attente. Il fallut encore attendre jusqu’en 1920 avant qu’une véritable gare soit construite.
En 1917 le premier bureau de poste fut bâti — un simple camp de bois rond sur le rebord de la rivière —, dont Ovide Cardinal fut le premier maître, et ce, avant même qu’un chemin ne relie la communauté à ses voisins. En 1920 une route vers de nouvelles terres fut érigée vers le lac Fiedmont. Puis quelques mois plus tard, un chemin rattacha la municipalité de Lamorandière, au nord, à Barraute. Dès 1922 une centrale téléphonique fut installée par l’abbé Agénor Langlais. Quelques lignes téléphoniques furent installées avant d’être acheté par Northern Téléphone, puis par Télébec. Il fallut attendre encore 28 ans pour que l’électricité arrive enfin à Barraute par le biais de la Coop d’électricité de l’Abitbi-Est, en 1950.

## Économie
Depuis la fondation de Barraute, la forêt est un de ses principaux moyens de subsistance. Pendant plusieurs années, de nombreuses scieries, de multiples entreprises d’écorçage de pulpe, des moulins à planer et de nombreuses usines de fabrication de lattes virent le jour. Le rythme auquel les industries se succédèrent est tellement rapide qu'il est pratiquement impossible de toutes les répertorier. Le premier moulin à scie fut construit par Uldéric Hardy en 1916.
Après avoir défriché suffisamment de terre, les colons se convertirent en agriculteurs. Sous l’influence de Monseigneur le curé J. A. Langlais, qui pratiquait lui aussi l’agriculture, les travaux de corvées et d’aménagement allèrent bon train. À l’époque, la ferme ne pouvait être le seul emploi des agriculteurs pour faire vivre leurs familles. Après la rude période estivale passée à semer, récolter et engranger les produits de la terre, les agriculteurs se transformaient en bûcherons, cheminots (travailleurs de la voie ferroviaire), marchands, maquignons (vendeur de chevaux), chasseurs, trappeurs, pêcheurs saisonniers, etc. Mais avec le temps qui s’écoule, les agriculteurs qui désirent vivre de leur travail, s’organisent avec l’aide de Monseigneur J. A. Langlais et le prélude d’une coopérative agricole voit le jour. Grâce à cette organisation, une fromagerie fut créée en 1925, une batteuse à trèfle fut achetée en 1926 et le Cercle agricole naît en 1928. Cette association permit de rationaliser la production agricole.
Puis un réseau pour la vente de pommes de terre et d’œufs fut instauré avec l’aide de l’agronome M. Armand Roy. En 1926 et 1927, deux mille cent soixante et une douzaine d’œufs furent vendues et rapportèrent 997,06 $ aux agriculteurs. De nombreuses études furent abordées dès les premières années. Par exemple, des recherches furent commandées par l’aumônier sur les soins de la vache laitière en vue d’une plus forte production, les soins à donner aux chevaux de trait en vue d’obtenir le plus de travail possible avec le minimum de dépenses et les soins de la vache laitière en hiver.
En 1939, toujours avec l’aide de l’agronome Armand Roy, les cultivateurs de Barraute se rallièrent enfin en une coopérative qui resta indépendante jusqu’en 1973, date où elle se joignit à la Coopérative d’Amos. Vingt ans plus tard, 5 % de la population Barrautoise, 110 personnes, font toujours partie du milieu agricole.

## Culture
Barraute est le village natal de l'auteure Jeanne-Mance Delisle, de l'artiste en arts visuels Diane Auger et de l'artiste-peintre Louise Naud.

## Tourisme

### Foire du camionneur de Barraute
La Foire du camionneur de Barraute est une compétition de tirs de camions lourds avec ou sans remorque. L'événement organise également des activités en marge des courses.  L'événement existe depuis 1988 et attire des milliers de festivaliers chaque année. Il sert aussi à amasser des fonds pour des organismes de la MRC d'Abitibi.

### Mont-Vidéo
Le Mont-Vidéo est une station de ski alpin située à Barraute. L'hiver, les visiteurs peuvent aussi y pratiquer la planche à neige, le ski de fond et la raquette. En été, il est possible de s'y adonner au vélo de montagne. Un camping y est également aménagé. 